# Ceryx darlingtoni
Ceryx darlingtoni är en fjärilsart som beskrevs av Obraztsov 1957. Ceryx darlingtoni ingår i släktet Ceryx och familjen björnspinnare. Inga underarter finns listade i Catalogue of Life.